# Опсада Дамијете
Опсаду Дамијете извршила је удружена крсташко-византијска армија крајем 1169. године. Део је крсташких ратова, а завршена је споразумом.

## Опсада
Византијска флота стиже у Акру септембра 1169. године. Током октобра удружене јединице крсташа и Византинаца крећу из Аскалона и недуго потом нашли су се пред Дамијетом. Овај напад изненадио је Саладина који није очекивао овако брз и надасве моћан одговор на његово заузимнање Египта. Град ипак није био неспреман за одбрану. Виљем од Тира наводи да је јак напад могао да сруши одбрану и да се управо од тога Саладин највише и плашио. Крсташи и Византинци су се међутим одлучили за регуларну опсаду и почели су правити ратне машине. Између осталог, сачињена је и кула од седам спратова. Опсаљени су се бранили веома вешто и успели су, користећи повољан ветар, да пошаљу запаљени брод међу византијску флоту. Успели су запалити шест византијских бродова. Несташица хране и сталне кише натерали су византијско-крсташку војску на повлачење. Краљ Амалрик је започео преговоре са Дамијетом и убрзо су успостављени добри односи. Крсташи су чак могли ући у град ради трговине. Ратне машине су спаљене, а крсташи су стигли у Аскалон 21. децембра 1169. године.